# Motjärnarna (Ljustorps socken, Medelpad, 696022-156050)
Motjärnarna är en sjö i Timrå kommun i Medelpad och ingår i Indalsälvens huvudavrinningsområde.